# Casa Palatinat-Zweibrücken

Casa Palatinat-Zweibrücken a fost o ramură a Casei de Wittelsbach. Descendentul casei Palatinat-Zweibrücken a fost Ștefan, Conte Palatin de Simmern-Zweibrücken (1385–1459), fiul regelui Rupert al Germaniei.

## Conducătorii Suediei din Casa Palatinat-Zweibrücken

### Carol al X-lea al Suediei

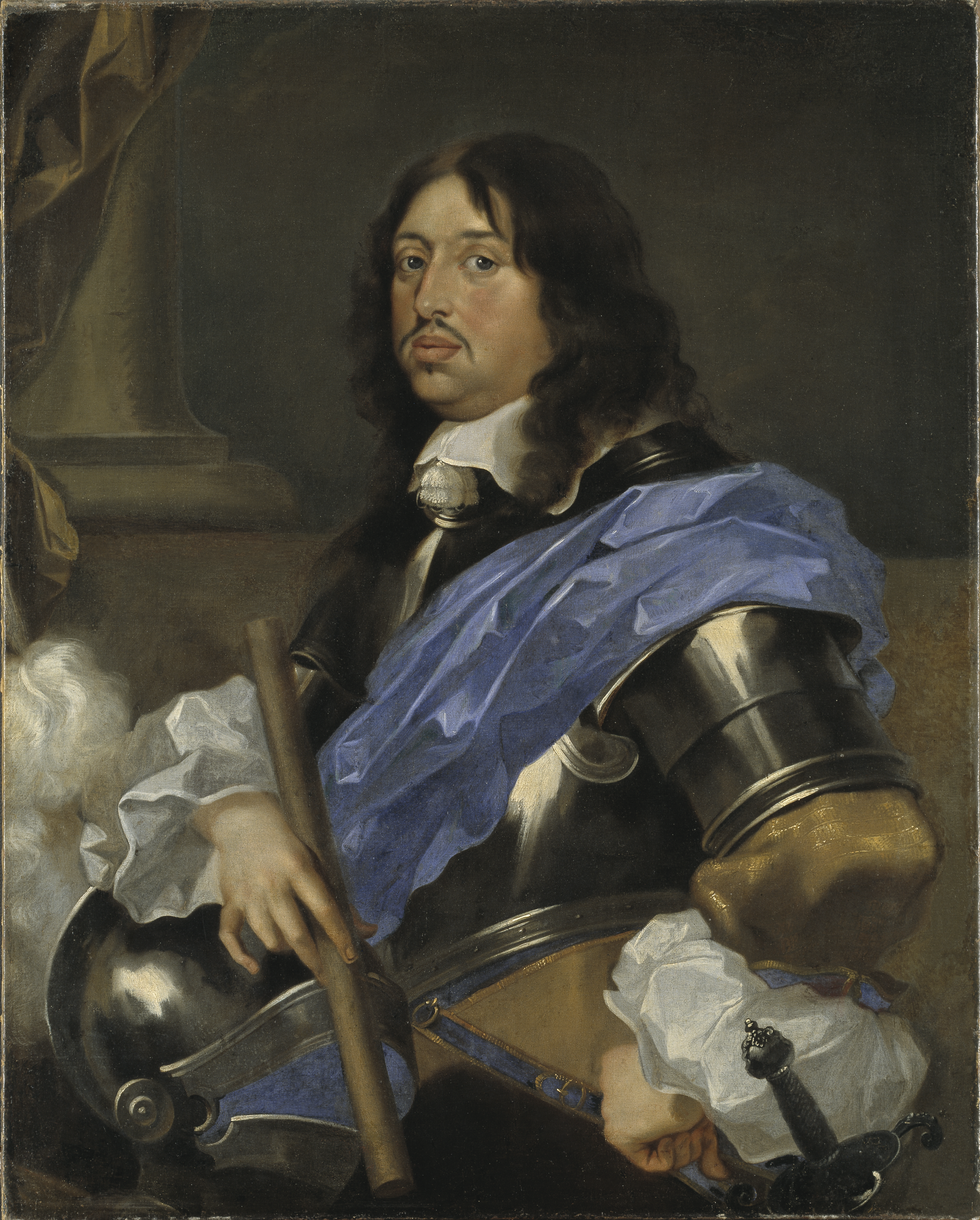

La începutul domniei lui Carol, acesta s-a concentrat pe vindecarea discordiilor interne și pe unirea tuturor forțelor națiunii, potrivit standardului său pentru o nouă politică de cucerire. El a contractat o căsătorie politică pe 24 noiembrie 1654, cu Hedviga Eleonora, fiica lui Frederick al III-lea, Duce de Holstein-Gottorp, pentru a asigura un viitor aliat împotriva Danemarcei. În martie 1655, s-a luat în considerare în mod corespunzător, cele două mari întrebări naționale presante: un război și restituirea terenurilor coroanei înstrăinate. Timp de trei zile, un comitet secret prezidat de către rege, a decis că regele ar putea convinge cu ușurință delegații pentru un război necesar împotriva Poloniei și că acesta s-ar dovedi foarte avantajos, însă se lua în considerare problema subvențiilor. În 1659, el a proclamat pedepse severe pentru orice vânătoare în rezerva roială din Ottenby, Öland, Suedia, unde a construit un zid lung, separând sudul insulei.

### Carol al XI-lea al Suediei

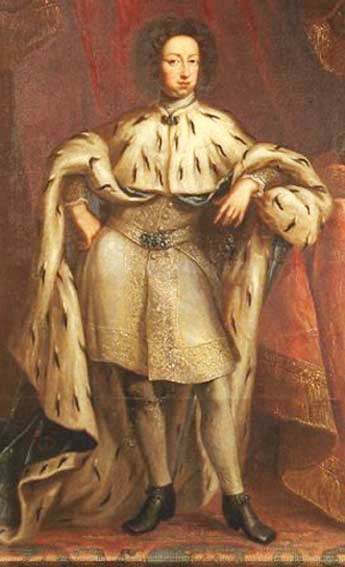

Tatăl său a murit când el avea cinci ani; a fost educat de guvernanți până la încoronarea sa la vârsta de 17 ani. Curând după aceea, a fost forțat de expediții militare să asigure recent achiziționatele dominioane ale Suediei din Danemarca. Luptând cu succes cu danezii, s-a întors la Stockholm și s-a angajat în corectarea situației politice, financiare și economice reușind să susțină pacea în timpul restul de 20 de ani ai domnie sale. 
În această perioadă au avut loc modificări în finanțe, comerț, procedura judiciară, educație, a apărut guvernul biserică Carol al XI-lea a fost succedat de singurul său fiu, Carol al XII-lea, care a făcut uz de armata bine instruită în bătălii în întreaga Europă.

### Carol al XII-lea al Suediei

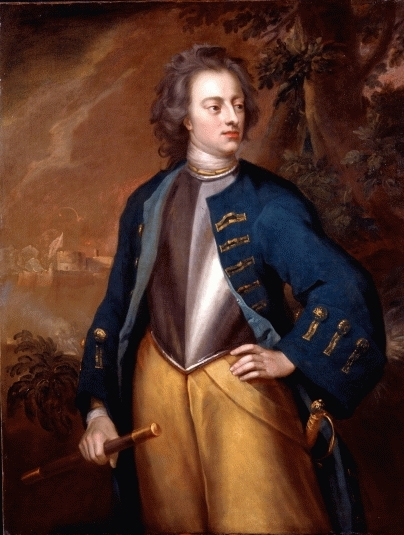

Când regele Carol al XI-lea murea de cancer la stomac la 42 de ani, fiul său în vârstă de 14 ani nu era nepregătit pentru domnie. Luat din grija femeilor de la șase ani, băiatul învățase să se distreze făcând sporturi dure, exerciții militare și teste de rezistență autoimpuse. Când împlinise 11 ani, îi murise mama; în același an împușcase primul urs. Curând a hotărât că nu era bărbătește să folosească arme de foc împotriva urșilor și s-a folosit doar de o furcă. În afară de un flirt, nu a căutat niciodata compania femeilor și nu s-a căsătorit niciodată. Obsesia lui Carol al XII-lea era victoria pe câmpul de luptă. 
Neobișnuit de inteligent, băiatul îl luase drept model pe Alexandru cel Mare, a cărui biografie a purtat-o cu el toată viața. Rațional, convins că justiția și adevărul trebuie respectate mai presus de orice, studia asiduu Biblia și, ca rege, a impus ca în armata lui luterană să se facă rugăciuni de două ori pe zi. Totuși, comportamentul său de adolescent zurbagiu a scandalizat Stockholmul. Desi s-a presupus că se va institui o regență până când tânărul rege va împlini 18 ani, curând s-a constatat că acesta era hotărât să conducă efectiv. Spre groaza suedezilor iubitori de libertate, s-a autoîncoronat public la vârsta de 15 ani. Pradă unor noi excese, Carol bea până cădea lat sau tăia cu sabia capetele oilor vii până când coridoarele palatului se umpleau de sânge. Cu apetitul alimentat de zvonurile despre netrebnicia regelui imberb, suveranii din Danemarca, Saxonia-Polonia și Rusia au conspirat spre a profita de situație. Toate cele trei țări au hotărât să invadeze Suedia în același timp și să împartă prada.

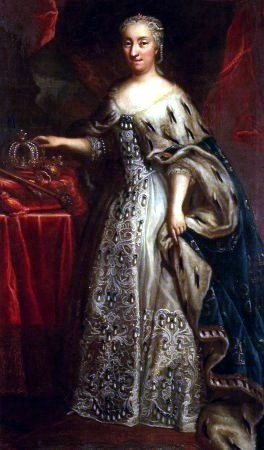

Marele război nordic a început în 1700 cu spectaculoasa victorie a regelui Carol al XII-lea al Suediei asupra țarului Petru cel Mare al Rusiei la Narva, oraș baltic de importanță strategică. Suedia, cunoscută ca Stăpâna Nordului datorită mâinii de fier cu care conducea Europa de Nord, părea destinată să devină și împărăteasa Estului, căci niciun obstacol nu mai stătea în calea disciplinatei, invincibilei sale armate în drumul către slab apărata Moscova. Și totuși, Carol al XII-lea, enigmaticul tânăr geniu militar care devenise erou celebru peste noapte, s-a oprit. Să fi abandonat cea mai importantă ocazie a carierei lui? Vreme de nouă ani, Carol a condus campanii epuizante împotriva unui inamic mai puțin important, lăsându-i timp lui Petru să-și facă o armată modernă și să creeze marina militară a Rusiei. Rezultatul a fost bătălia hotărâtoare de la Poltava din 28 iunie 1709, când armata suedezilor era înfrântă și mândrul lor rege silit să se refugieze umilit în teritoriile periferice ale Imperiului Otoman.

### Ulrica Eleonora a Suediei
După decesul fratelui ei, regele Carol al XII-lea, în 1718, fără moștenitori, ea a pretins tronul. Sora ei mai mare, Prințesa Hedvig Sophia a Suediei, avea un fiu Karl Frederic, Duce de Holstein-Gottorp în vârstă de 18 ani care a pretins dreptul primului născut. Dar Ulrica Eleonora a afirmat că ea era cea mai apropiată rudă în viață a ultimului rege și a citat precedentul creat de regina Cristina a Suediei. A fost recunoscută drept succesoare de Riksdag după ce a fost de acord să renunțe la puterile monarhiei absolute introdusă de tatăl ei Carol al XI-lea. A abdicat în 1720 în favoarea soțului ei, Frederic I al Suediei.